# 英聯邦冰川

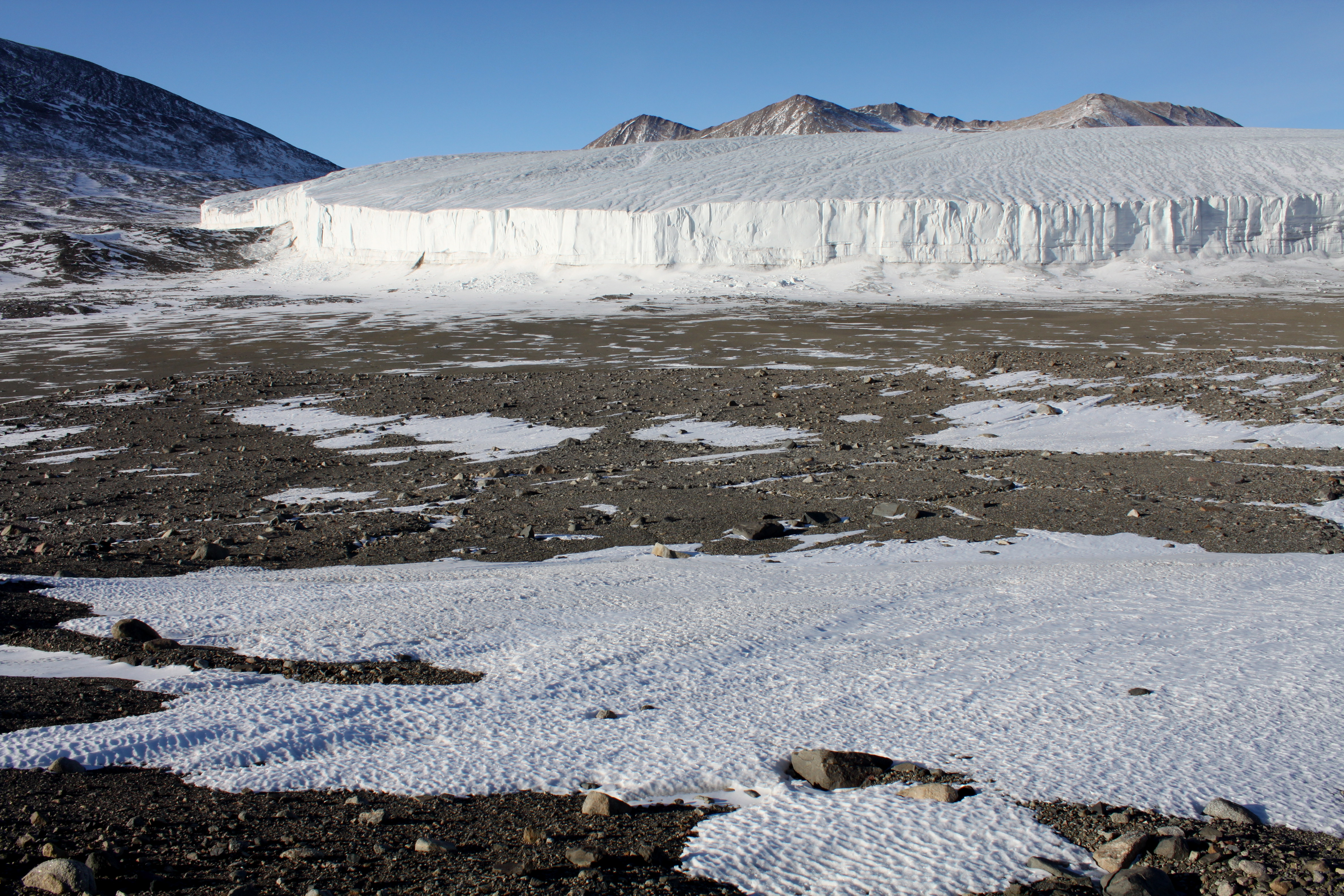

英聯邦冰川（英語：Commonwealth Glacier）是南極洲的冰川，位於維多利亞地，處於科爾曼山以西，由羅伯特·斯科特率領的英國探險隊繪入地圖，現時由南極條約體系管理。
77°34′S 163°15′E / 77.567°S 163.250°E